# كيسوكي كاي
كيسوكي كاي (باليابانية: 甲斐 敬介) (22 سبتمبر 1993 في كوماموتو في اليابان – )؛ هو لاعب كرة قدم سابق كان يلعب كلاعب وسط.

## وصلات خارجية
- كيسوكي كاي على موقع قاعدة بيانات كرة القدم.إي يو (الإنجليزية)
- كيسوكي كاي على موقع Soccerway.com (الإنجليزية)